# Basses d'en Gombau
Les Basses d'en Gombau és una zona lacustre i de molleres del Massís del Carlit, situades a 2.127,2, dins del terme comunal d'Angostrina i Vilanova de les Escaldes, de l'Alta Cerdanya, a la Catalunya del Nord.
Són a l'est del Carlit. Rep la seva aigua dels estanys que té per damunt seu i que conformes la capçalera del Riu d'Angostrina, inicialment anomenat Rec de l'Estany Llat. És el més baix en alçada del conjunt d'estanys de la capçalera del riu esmentat. Per damunt seu té l'Estany de Sobirans, el de Trebens, el del Castellar, el de les Dugues, el de Vallell, l'Estany Llong, l'Estany Llat, que davallen del nord-oest, i l'Estany de la Comassa, l'Estany Sec, l'Estany del Viver i l'Estany Negre, que provenen del nord-est. Les Basses d'en Gombau uneixen les aigües de tots els estanys esmentats, d'on davallen cap al sud pel Riu d'Angostrina, mitjançant el rec esmentat.